# Lille Bjørn
Lille Bjørn (Ursa Minor) er et stjernebillede på den nordlige himmelkugle.
Lille Bjørn kan forveksles med Karlsvognen, som er en del af Store Bjørn, idet disse to konstellationers udseende minder om hinanden. 
Nordstjernen (Polaris) er en del af Lille Bjørn.